# Ron Frazier
Ron Frazier (Marceline, Misuri, 10 de diciembre de 1939 - Jefferson City, Misuri, 21 de diciembre del 2003) fue un actor estadounidense. Su nombre de nacimiento fue Ronald Cordell Frazier.

## Vida y carrera
Fue un veterano del ejército antes de coger la carrera como actor. Como actor él fue tanto actor teatral como de cine. De 1967 a 1970 él fue actor del  Trinity Repertory Company Theatre en Providence, Rhode Island. También estuvo en el Milwaukee Repertory Theatre y el Guthrie Theatre. Finalmente también estuvo en el Broadway. En el cine fue conocido por haber participado en Brubaker (1980) con Robert Redford como protagonista y Creadores de sombras (1989) con Paul Newman como protagonista y en Presunto inocente (1990) con Harrison Ford en el papel principal. 
Estuvo casado dos veces y tuvo un hijo. Además enseñó el ser actor en el American Academy of Dramatic Arts en Nueva York .

## Filmografía (Selección)
- 1980: Brubaker
- 1981: Una mujer de negocios (Rollover)
- 1985: D.A.R.Y.L.
- 1985: Head Office
- 1987: Kojak: El precio de la justicia (Kojak: The Price of Justice; película para televisión)
- 1989: Día Uno (Day One)
- 1990: Presunto inocente (Presumed Innocent)
- 1992: Angustia criminal (She Woke Up; película para televisión)
- 1992: Marea negra (Dead Ahead: The Exxon Valdez Disaster; película para televisión)
- 1994: Víctima del odio (Cries Unheard: The Donna Yaklich Story; película para televisión)